# Fußball-Asienmeisterschaft 2015/Gruppe D
| Pl. | Land      | Sp. | S | U | N | Tore    | Diff. | Punkte |
| --- | --------- | --- | - | - | - | ------- | ----- | ------ |
| 1.  | Japan     | 3   | 3 | 0 | 0 | 007:000 | +7    | 09     |
| 2.  | Irak      | 3   | 2 | 0 | 1 | 003:100 | +2    | 06     |
| 3.  | Jordanien | 3   | 1 | 0 | 2 | 005:400 | +1    | 03     |
| 4.  | Palästina | 3   | 0 | 0 | 3 | 001:110 | −10   | 0      |

Die Gruppe D der Fußball-Asienmeisterschaft 2015 war eine der vier Gruppen des Turniers. Die ersten beiden Spiele wurden am 12. Januar 2015 ausgetragen, der letzte Spielftag fand am 20. Januar 2015 statt. Die Gruppe bestand aus den Nationalmannschaften aus Japan, Jordanien, dem Irak und Palästina.

## Japan – Palästina 4:0 (3:0)
| Japan                                                                        | Japan | Palästina | Palästina | Aufstellung                       |
| ---------------------------------------------------------------------------- | --- | --- | --------- | --------------------------------- |
| Japan                                                                        | \| 1. Spieltag \| \| 12. Januar 2015 um 18:00 Uhr (8:00 Uhr MEZ) in Newcastle (Newcastle Stadium) \| \| Zuschauer: 15.497 \| \| Schiedsrichter: Abdulrahman Abdou ( Katar) \| \| Spielbericht \|                                                                               | \| 1. Spieltag \| \| 12. Januar 2015 um 18:00 Uhr (8:00 Uhr MEZ) in Newcastle (Newcastle Stadium) \| \| Zuschauer: 15.497 \| \| Schiedsrichter: Abdulrahman Abdou ( Katar) \| \| Spielbericht \|                                                                          | Palästina | Aufstellung Japan gegen Palästina |
| Japan                                                                        | Eiji Kawashima – Gōtoku Sakai, Masato Morishige, Maya Yoshida, Yūto Nagatomo – Makoto Hasebe – Yasuhito Endō (58. Yoshinori Mutō), Shinji Kagawa – Keisuke Honda, Takashi Inui (46. Hiroshi Kiyotake), Shinji Okazaki (80. Yōhei Toyoda) Cheftrainer: Javier Aguirre ( Mexiko) | Ramzi Saleh – Ahmed Harbi, Abdullah Jaber, Abdelatif Bahdari, Murad Ismail Said – Khader Yousef (70. Hesham Salhe) – Abdelhamid Abuhabib, Musab al-Battat – Mahmoud Eid (75. Tamer Salah), Ismail al-Amour (82. Hussam Abu Saleh), Ashraf Numan Cheftrainer: Saeb Jendeya | Palästina | Aufstellung Japan gegen Palästina |
| Japan                                                                        | 1:0 Endō (8.) 2:0 Okazaki (25.) 3:0 Honda (43., Foulelfmeter) 4:0 Yoshida (49.) | | Palästina | Aufstellung Japan gegen Palästina |
| Japan                                                                        | Numan (43.), Harbi (45.+1'), al-Amour (60.), Bahdari (69.) | | Palästina | Aufstellung Japan gegen Palästina |
| Japan                                                                        | Harbi (73.) | | Palästina | Aufstellung Japan gegen Palästina |
| Japan                                                                        | Spieler des Spiels: Shinji Okazaki (Japan) | | Palästina | Aufstellung Japan gegen Palästina |
| 1. Spieltag                                                                  | | |           |                                   |
| 12. Januar 2015 um 18:00 Uhr (8:00 Uhr MEZ) in Newcastle (Newcastle Stadium) | | |           |                                   |
| Zuschauer: 15.497                                                            | | |           |                                   |
| Schiedsrichter: Abdulrahman Abdou ( Katar)                                   | | |           |                                   |
| Spielbericht                                                                 | | |           |                                   |

## Jordanien – Irak 0:1 (0:0)
| Jordanien                                                                  | Jordanien | Irak | Irak | Aufstellung                      |
| -------------------------------------------------------------------------- | --- | --- | ---- | -------------------------------- |
| Jordanien                                                                  | \| 1. Spieltag \| \| 12. Januar 2015 um 19:00 Uhr (10:00 Uhr MEZ) in Brisbane (Suncorp Stadium) \| \| Zuschauer: 6.840 \| \| Schiedsrichter: Fahad al-Mirdasi ( Saudi-Arabien) \| \| Spielbericht \|                                                                                  | \| 1. Spieltag \| \| 12. Januar 2015 um 19:00 Uhr (10:00 Uhr MEZ) in Brisbane (Suncorp Stadium) \| \| Zuschauer: 6.840 \| \| Schiedsrichter: Fahad al-Mirdasi ( Saudi-Arabien) \| \| Spielbericht \|                                                              | Irak | Aufstellung Jordanien gegen Irak |
| Jordanien                                                                  | Amer Shafi – Oday Zahran, Tareq Khattab, Anas Bani Yaseen, Mohammad al-Dmeiri – Khalil Bani Attiah (60. Yousef al-Rawashdeh), Mohammad Mustafa – Ahmed Sariweh (81. Mahmoud Zatara), Ahmed Elias (87. Abdallah Deeb) – Ahmad Hayel, Odai al-Saify Cheftrainer: Ray Wilkins ( England) | Jalal Hassan – Waleed Salem, Ahmad Ibrahim, Salam Shaker, Dhurgham Ismail – Saad Abdul-Amir, Yaser Kasim – Humam Tariq (57. Justin Meram), Alaa Abdul-Zahra (90. Osama Rashid) – Amjad Kalaf – Yunis Mahmud (73. Ahmed Yasin Ghani) Cheftrainer: Radhi Shenaishil | Irak | Aufstellung Jordanien gegen Irak |
| Jordanien                                                                  | 0:1 Kasim (77.) | | Irak | Aufstellung Jordanien gegen Irak |
| Jordanien                                                                  | Elias (8.), Bani Yaseen (54.), al-Saify (87.), Zatara (90.+2') | Abdul-Zahra (19.), Kasim (51.), Kalaf (83.) | Irak | Aufstellung Jordanien gegen Irak |
| Jordanien                                                                  | Bani Yaseen (84.) | | Irak | Aufstellung Jordanien gegen Irak |
| Jordanien                                                                  | Spieler des Spiels: Yaser Kasim (Iraq) | | Irak | Aufstellung Jordanien gegen Irak |
| 1. Spieltag                                                                | | |      |                                  |
| 12. Januar 2015 um 19:00 Uhr (10:00 Uhr MEZ) in Brisbane (Suncorp Stadium) | | |      |                                  |
| Zuschauer: 6.840                                                           | | |      |                                  |
| Schiedsrichter: Fahad al-Mirdasi ( Saudi-Arabien)                          | | |      |                                  |
| Spielbericht                                                               | | |      |                                  |

## Palästina – Jordanien 1:5 (0:3)
| Palästina                                                                                | Palästina | Jordanien | Jordanien | Aufstellung                           |
| ---------------------------------------------------------------------------------------- | --- | --- | --------- | ------------------------------------- |
| Palästina                                                                                | \| 2. Spieltag \| \| 16. Januar 2015 um 18:00 Uhr (8:00 Uhr MEZ) in Melbourne (Melbourne Rectangular Stadium) \| \| Zuschauer: 10.808 \| \| Schiedsrichter: Kim Jong-hyeok ( Südkorea) \| \| Spielbericht \|                                                                | \| 2. Spieltag \| \| 16. Januar 2015 um 18:00 Uhr (8:00 Uhr MEZ) in Melbourne (Melbourne Rectangular Stadium) \| \| Zuschauer: 10.808 \| \| Schiedsrichter: Kim Jong-hyeok ( Südkorea) \| \| Spielbericht \|                                                                             | Jordanien | Aufstellung Palästina gegen Jordanien |
| Palästina                                                                                | Ramzi Saleh – Musab al-Batat, Abdelatif Bahdari, Tamer Salah, Abdullah Jaber – Hussam Abu Saleh (55. Ismail al-Amour), Hesham Salhe (80. Khader Yousef), Murad Ismail Said, Jaka Ihbeisheh – Abdelhamid Abuhabib – Ashraf Numan (73. Mahmoud Eid) Cheftrainer: Saeb Jendeya | Amer Shafi – Oday Zahran, Tareq Khattab, Mohammad Mustafa, Mohammad al-Dmeiri – Odai al-Saify, Ahmed Elias, Yousef al-Rawashdeh (69. Ahmed Sariweh), Saeed Murjan (52. Khalil Bani Attiah) – Abdallah Deeb, Hamza al-Dardour (81. Mohammad al-Dawud) Cheftrainer: Ray Wilkins ( England) | Jordanien | Aufstellung Palästina gegen Jordanien |
| Palästina                                                                                | 1:5 Ihbeisheh Goal (84.) | 0:1 al-Rawashdeh (32.) 0:2 al-Dardour (34.) 0:3 al-Dardour (45.+2') 0:4 al-Dardour (75.) 0:5 al-Dardour (79.) | Jordanien | Aufstellung Palästina gegen Jordanien |
| Palästina                                                                                | Saleh (80.) | | Jordanien | Aufstellung Palästina gegen Jordanien |
| Palästina                                                                                | Spieler des Spiels: Hamza al-Dardour (Jordanien) | | Jordanien | Aufstellung Palästina gegen Jordanien |
| 2. Spieltag                                                                              | | |           |                                       |
| 16. Januar 2015 um 18:00 Uhr (8:00 Uhr MEZ) in Melbourne (Melbourne Rectangular Stadium) | | |           |                                       |
| Zuschauer: 10.808                                                                        | | |           |                                       |
| Schiedsrichter: Kim Jong-hyeok ( Südkorea)                                               | | |           |                                       |
| Spielbericht                                                                             | | |           |                                       |

## Irak – Japan 0:1 (0:1)
| Irak                                                                       | Irak | Japan | Japan | Aufstellung                  |
| -------------------------------------------------------------------------- | --- | --- | ----- | ---------------------------- |
| Irak                                                                       | \| 2. Spieltag \| \| 16. Januar 2015 um 19:00 Uhr (10:00 Uhr MEZ) in Brisbane (Suncorp Stadium) \| \| Zuschauer: 22.941 \| \| Schiedsrichter: Alireza Faghani ( Iran) \| \| Spielbericht \|                                                                    | \| 2. Spieltag \| \| 16. Januar 2015 um 19:00 Uhr (10:00 Uhr MEZ) in Brisbane (Suncorp Stadium) \| \| Zuschauer: 22.941 \| \| Schiedsrichter: Alireza Faghani ( Iran) \| \| Spielbericht \|                                                                                      | Japan | Aufstellung Irak gegen Japan |
| Irak                                                                       | Jalal Hassan – Waleed Salem, Ahmad Ibrahim, Salam Shaker, Dhurgham Ismail – Saad Abdul-Amir, Yaser Kasim – Amjad Kalaf (82. Osama Rashid), Alaa Abdul-Zahra, Ali Adnan (67. Ahmed Yasin Ghani) – Yunis Mahmud (54. Justin Meram) Cheftrainer: Radhi Shenaishil | Eiji Kawashima – Gōtoku Sakai, Maya Yoshida, Masato Morishige, Yūto Nagatomo – Yasuhito Endō (63. Hiroshi Kiyotake), Makoto Hasebe – Keisuke Honda (89. Yoshinori Mutō), Shinji Kagawa, Takashi Inui (63. Yasuyuki Konno) – Shinji Okazaki Cheftrainer: Javier Aguirre ( Mexiko) | Japan | Aufstellung Irak gegen Japan |
| Irak                                                                       | 0:1 Honda (23., Foulelfmeter) | | Japan | Aufstellung Irak gegen Japan |
| Irak                                                                       | Abdul-Zahra (51.), Shaker (61.) | Kiyotake (73.), Konno (90.+2') | Japan | Aufstellung Irak gegen Japan |
| Irak                                                                       | Spieler des Spiels: Keisuke Honda (Japan) | | Japan | Aufstellung Irak gegen Japan |
| 2. Spieltag                                                                | | |       |                              |
| 16. Januar 2015 um 19:00 Uhr (10:00 Uhr MEZ) in Brisbane (Suncorp Stadium) | | |       |                              |
| Zuschauer: 22.941                                                          | | |       |                              |
| Schiedsrichter: Alireza Faghani ( Iran)                                    | | |       |                              |
| Spielbericht                                                               | | |       |                              |

## Irak – Palästina 2:0 (0:0)
| Irak                                                                              | Irak | Palästina | Palästina | Aufstellung                      |
| --------------------------------------------------------------------------------- | --- | --- | --------- | -------------------------------- |
| Irak                                                                              | \| 3. Spieltag \| \| 20. Januar 2015 um 20:00 Uhr (10:00 Uhr MEZ) in Canberra (Canberra Stadium) \| \| Zuschauer: 10.235 \| \| Schiedsrichter: Mohammed Abdullah Hassan Mohammed ( Vereinigte Arabische Emirate) \| \| Spielbericht \|                       | \| 3. Spieltag \| \| 20. Januar 2015 um 20:00 Uhr (10:00 Uhr MEZ) in Canberra (Canberra Stadium) \| \| Zuschauer: 10.235 \| \| Schiedsrichter: Mohammed Abdullah Hassan Mohammed ( Vereinigte Arabische Emirate) \| \| Spielbericht \|      | Palästina | Aufstellung Irak gegen Palästina |
| Irak                                                                              | Jalal Hassan – Waleed Salem, Ahmad Ibrahim, Salam Shaker, Dhurgham Ismail – Saad Abdul-Amir, Yaser Kasim – Amjad Kalaf (46. Ali Adnan), Justin Meram (71. Osama Rashid), Ahmed Yasin Ghani – Yunis Mahmud (79. Marwan Hussein) Cheftrainer: Radhi Shenaishil | Toufic Ali – Ahmed Harbi, Khaled Salem, Abdelatif Bahdari , Abdullah Jaber – Ismail al-Amour (67. Jaka Ihbeisheh), Khader Yousef, Hesham Salhe, Ahmed Maher – Ashraf Numan, Mahmoud Eid (79. Abdelhamid Abuhabib) Cheftrainer: Saeb Jendeya | Palästina | Aufstellung Irak gegen Palästina |
| Irak                                                                              | 1:0 Mahmud (48.) 2:0 Yasin Ghani (88.) | | Palästina | Aufstellung Irak gegen Palästina |
| Irak                                                                              | Salhe (21.), Harbi (59.) | | Palästina | Aufstellung Irak gegen Palästina |
| Irak                                                                              | Spieler des Spiels: Saad Abdul-Amir (Irak) | | Palästina | Aufstellung Irak gegen Palästina |
| 3. Spieltag                                                                       | | |           |                                  |
| 20. Januar 2015 um 20:00 Uhr (10:00 Uhr MEZ) in Canberra (Canberra Stadium)       | | |           |                                  |
| Zuschauer: 10.235                                                                 | | |           |                                  |
| Schiedsrichter: Mohammed Abdullah Hassan Mohammed ( Vereinigte Arabische Emirate) | | |           |                                  |
| Spielbericht                                                                      | | |           |                                  |

## Japan – Jordanien 2:0 (1:0)
| Japan                                                                                     | Japan | Jordanien | Jordanien | Aufstellung                       |
| ----------------------------------------------------------------------------------------- | --- | --- | --------- | --------------------------------- |
| Japan                                                                                     | \| 3. Spieltag \| \| 20. Januar 2015 um 20:00 Uhr (10:00 Uhr MEZ) in Melbourne (Melbourne Rectangular Stadium) \| \| Zuschauer: 25.016 \| \| Schiedsrichter: Ravshan Ermatov ( Usbekistan) \| \| Spielbericht \|                                                                 | \| 3. Spieltag \| \| 20. Januar 2015 um 20:00 Uhr (10:00 Uhr MEZ) in Melbourne (Melbourne Rectangular Stadium) \| \| Zuschauer: 25.016 \| \| Schiedsrichter: Ravshan Ermatov ( Usbekistan) \| \| Spielbericht \|                                                                             | Jordanien | Aufstellung Japan gegen Jordanien |
| Japan                                                                                     | Eiji Kawashima – Gōtoku Sakai, Maya Yoshida, Masato Morishige, Yūto Nagatomo – Makoto Hasebe – Keisuke Honda, Yasuhito Endō (86. Gaku Shibasaki), Shinji Kagawa, Takashi Inui (49. Hiroshi Kiyotake) – Shinji Okazaki (78. Yoshinori Mutō) Cheftrainer: Javier Aguirre ( Mexiko) | Amer Shafi – Oday Zahran, Tareq Khattab, Anas Bani Yaseen, Mohammad al-Dmeiri – Mohammad Mustafa – Yousef al-Rawashdeh (46. Munther Abu Amarah), Odai al-Saify, Ahmed Elias – Hamza al-Dardour (73. Khalil Bani Attiah), Abdallah Deeb (46. Ahmad Hayel) Cheftrainer: Ray Wilkins ( England) | Jordanien | Aufstellung Japan gegen Jordanien |
| Japan                                                                                     | 1:0 Honda (24.) 2:0 Kagawa (82.) | | Jordanien | Aufstellung Japan gegen Jordanien |
| Japan                                                                                     | Okazaki (46.), Inui (49.) | Mustafa (11.), al-Rawashdeh (38.) | Jordanien | Aufstellung Japan gegen Jordanien |
| Japan                                                                                     | Spieler des Spiels: Shinji Kagawa (Japan) | | Jordanien | Aufstellung Japan gegen Jordanien |
| 3. Spieltag                                                                               | | |           |                                   |
| 20. Januar 2015 um 20:00 Uhr (10:00 Uhr MEZ) in Melbourne (Melbourne Rectangular Stadium) | | |           |                                   |
| Zuschauer: 25.016                                                                         | | |           |                                   |
| Schiedsrichter: Ravshan Ermatov ( Usbekistan)                                             | | |           |                                   |
| Spielbericht                                                                              | | |           |                                   |